# Chegg
Chegg — американская образовательная компания, базирующаяся в Санта-Кларе, Калифорния. Основана в 2005 году. Она предоставляет цифровые и физические учебники напрокат, онлайн-репетиторство и другие услуги для студентов.

## История
В октябре 2000 года студенты Университета штата Айова Джош Карлсон, Майк Сигер и Марк Фиддлке запустили предшественника Chegg — Cheggpost, доску объявлений в стиле Craigslist для студентов штата Айова. В феврале 2006 года Джош Карлсон покинул компанию.
В декабре 2007 года был проведет ребрендинг Chegg. После прекращения предоставления услуг, не связанных с арендой и покупкой учебников, компания скорректировала свою бизнес-модель и сосредоточилась только на аренде учебников для студентов.
В 2008 году выручка составила около 10 миллионов долларов, а за январь 2009 года выручка составила 10 миллионов долларов.
В 2010 году бывший генеральный директор Guitar Hero Дэн Розенсвейг был назначен генеральным директором Chegg.
Chegg начал публичную торговлю акциями на Нью-Йоркской фондовой бирже в ноябре 2013 года. Сообщалось, что IPO привлекло 187,5 млн долларов, а начальная рыночная капитализация составила около 1,1 млрд долларов.
В 2014 году Chegg вступил в партнерство с дистрибьютором книг Ingram Content Group.
В апреле 2017 года Chegg и Pearson Education начали партнерство по аренде учебников. В рамках пилотной программы Pearson выпустили 50 изданий учебников (как цифровых, так и печатных) доступных только для аренды.
По состоянию на март 2020 года компания сообщила, что у неё 2,9 миллиона подписчиков на Chegg Services.
В июне 2021 года Chegg представил Uversity — новую образовательную платформу, которая предоставит профессорам и другим педагогам место для обмена опытом. Chegg в партнерстве с Varkey Foundation учредил Глобальную студенческую премию для признания выдающихся студентов, которые оказали влияние на местные или международные сообщества.

## Приобретения
В 2010 году Chegg сделал свое первое приобретение — CourseRank, который был отключен в 2014 году.. В том же году Chegg также приобрел Cramster, онлайн-помощник по выполнению домашних заданий.
В 2011 году Chegg приобрел Zinch, службу поиска стипендий и налаживания контактов для старшеклассников и абитуриентов колледжей, и продолжает предлагать эту услугу под торговой маркой Chegg.
В конце 2011 года Chegg приобрела компанию-разработчика программного обеспечения 3D3R для разработки цифровых учебников, создания группы мобильных продуктов и открытия инженерного бюро в Израиле.
В 2017 году Chegg приобрел RefME, бесплатный инструмент управления цитированием, доступный в Интернете, на iOS и Android. RefME был закрыт 7 марта 2017 г., а учётные записи пользователей были переведены в CiteThisForMe, собственный сервис цитирования Chegg.
Chegg приобрела Imagine Easy Solutions, поставщика онлайн-библиографии и инструментов для исследований, за 42 миллиона долларов в 2016 году.
В 2018 году Chegg приобрела WriteLab, которая использует ИИ для анализа текста и предложения улучшений, и онлайн — инструмент для карточек StudyBlue.
В конце 2019 года Chegg приобрел онлайн-школу Thinkful.
В 2022 году Chegg приобрел сервис программного обеспечения для изучения языков Busuu за 436 миллионов долларов США.